# Le Tholy
Le Tholy és un municipi francès, situat al departament dels Vosges i a la regió del Gran Est. L'any 2007 tenia 1.554 habitants.

## Demografia

### Població
El 2007 la població de fet de Le Tholy era de 1.554 persones. Hi havia 643 famílies, de les quals 178 eren unipersonals (57 homes vivint sols i 121 dones vivint soles), 210 parelles sense fills, 206 parelles amb fills i 49 famílies monoparentals amb fills.
La població ha evolucionat segons el següent gràfic:
Habitants censats

### Habitatges
El 2007 hi havia 1.095 habitatges, 670 eren l'habitatge principal de la família, 366 eren segones residències i 59 estaven desocupats. 760 eren cases i 332 eren apartaments. Dels 670 habitatges principals, 499 estaven ocupats pels seus propietaris, 148 estaven llogats i ocupats pels llogaters i 23 estaven cedits a títol gratuït; 8 tenien una cambra, 25 en tenien dues, 102 en tenien tres, 156 en tenien quatre i 379 en tenien cinc o més. 565 habitatges disposaven pel capbaix d'una plaça de pàrquing. A 324 habitatges hi havia un automòbil i a 271 n'hi havia dos o més.

### Piràmide de població
La piràmide de població per edats i sexe el 2009 era:
| Homes | Edats   | Dones |
| ----- | ------- | ----- |
| 0     | 95 o +  | 0     |
| 4     | 90 a 94 | 8     |
| 8     | 85 a 89 | 12    |
| 12    | 80 a 84 | 16    |
| 32    | 75 a 79 | 24    |
| 40    | 70 a 74 | 52    |
| 24    | 65 a 69 | 36    |
| 56    | 60 a 64 | 48    |
| 36    | 55 a 59 | 52    |
| 48    | 50 a 54 | 56    |
| 60    | 45 a 49 | 64    |
| 52    | 40 a 44 | 36    |
| 56    | 35 a 39 | 56    |
| 80    | 30 a 34 | 64    |
| 36    | 25 a 29 | 48    |
| 36    | 20 a 24 | 28    |
| 60    | 15 a 19 | 60    |
| 60    | 10 a 14 | 52    |
| 32    | 5 a 9   | 40    |
| 44    | 0 a 4   | 28    |

## Economia
El 2007 la població en edat de treballar era de 971 persones, 726 eren actives i 245 eren inactives. De les 726 persones actives 653 estaven ocupades (348 homes i 305 dones) i 72 estaven aturades (32 homes i 40 dones). De les 245 persones inactives 94 estaven jubilades, 72 estaven estudiant i 79 estaven classificades com a «altres inactius».

### Ingressos
El 2009 a Le Tholy hi havia 683 unitats fiscals que integraven 1.617 persones, la mediana anual d'ingressos fiscals per persona era de 16.921 €.

### Activitats econòmiques
Dels 78 establiments que hi havia el 2007, 2 eren d'empreses extractives, 2 d'empreses alimentàries, 9 d'empreses de fabricació d'altres productes industrials, 12 d'empreses de construcció, 15 d'empreses de comerç i reparació d'automòbils, 2 d'empreses de transport, 9 d'empreses d'hostatgeria i restauració, 3 d'empreses financeres, 5 d'empreses immobiliàries, 6 d'empreses de serveis, 7 d'entitats de l'administració pública i 6 d'empreses classificades com a «altres activitats de serveis».
Dels 21 establiments de servei als particulars que hi havia el 2009, 1 era una oficina de correu, 2 tallers de reparació d'automòbils i de material agrícola, 1 paleta, 3 guixaires pintors, 3 fusteries, 4 lampisteries, 1 electricista, 2 perruqueries, 1 veterinari, 2 restaurants i 1 agència immobiliària.
Dels 6 establiments comercials que hi havia el 2009, 1 era una gran superfície de material de bricolatge, 1 una botiga de menys de 120 m², 1 una fleca, 1 una sabateria, 1 una botiga d'electrodomèstics i 1 una joieria.
L'any 2000 a Le Tholy hi havia 22 explotacions agrícoles que ocupaven un total de 210 hectàrees.

## Equipaments sanitaris i escolars
L'únic equipament sanitari que hi havia el 2009 era una farmàcia.
El 2009 hi havia una escola elemental. Le Tholy disposava d'un col·legi d'educació secundària amb 223 alumnes.

## Poblacions més properes
El següent diagrama mostra les poblacions més properes.